# Montañas Azules (África)
Montañas Azules (en francés: Monts Bleus) es el nombre de una cordillera ubicada en el noreste de la provincia de Ituri en la República Democrática del Congo. Al este, la cordillera domina el lago Alberto, en la confluencia del Nilo Blanco y Nilo Azul, que forman parte de la frontera con Uganda. Las laderas occidentales de las montañas Azules dan lugar al río Aruwimi, un afluente del río Congo. Alcanzan alturas de hasta 2.000 m.